# Валмас, Элари
Э́лари Ва́лмас (эст. Elari Valmas; 2 июля 1988, Салме) — эстонский футболист, центральный защитник.

## Биография
Воспитанник клуба «Курессааре». Взрослую карьеру начал в его фарм-клубе — команде «Сёрве» в низших лигах Эстонии. 29 мая 2007 года дебютировал в основной команде «Курессааре» в матче высшей лиги Эстонии против «Транса», заменив на 71-й минуте Каарела Раамата. В первые годы не был основным игроком клуба — в 2007 году сыграл 2 матча в высшей лиге, в 2008 году — 3 матча в первой лиге, а весной 2009 года провёл 9 матчей в элите. Летом 2009 года был отдан в аренду в клуб первой лиги «Флора» (Раквере), после возвращения стал основным игроком «Курессааре».
В начале 2014 года после очередного вылета «Курессааре» из высшей лиги игрок перешёл в «Пайде ЛМ», но там сыграл только шесть матчей за полгода. Затем играл за «Курессааре» в первой лиге, а сезон 2016 года провёл вместе с клубом в первой лиге Б (третий дивизион). С 2018 года снова выступал в высшем дивизионе. В 2016—2019 годах был капитаном «Курессааре». В 2020 году превзошёл клубный рекорд по числу матчей во всех лигах, ранее принадлежавший Мартти Пукку (303) и к концу карьеры довёл его до 314 матчей, однако через пару лет этот рекорд превзошёл Сандер Лахт. В конце карьеры играл за любительские команды в низших лигах.
Всего в высшем дивизионе Эстонии сыграл 218 матчей и забил 19 голов.
Неоднократно принимал участие в Островных играх и других неофициальных турнирах в составе сборной острова Сааремаа. Провёл за неё не менее 10 матчей и забил не менее трёх голов.